# 1. SNHL 1985/86
Die Saison 1985/86 der 1. Slovenská národná hokejová liga (kurz 1. SNHL; deutsch: 1. Slowakische Nationale Eishockeyliga) war die 17. Austragung der geteilten zweiten Eishockey-Spielklasse der Tschechoslowakei. Meister der Liga wurde VTJ Michalovce, der an der Qualifikation zur 1. Liga teilnahm und in dieser scheiterte. ZVL Žilina stieg ein Jahr nach dem Aufstieg als Tabellenletzter in die drittklassige 2. SNHL ab. Als Aufsteiger aus der drittklassigen 2. SNHL qualifizierte sich Slávia Ekonóm Bratislava, das ein Jahr zuvor abgestiegen war.

## Modus
Der Spielmodus sah zwei Doppelrunden à 22 Spiele pro Mannschaft vor, d. h. je zwei Heim- und Auswärtsspiele gegen jeden anderen Teilnehmer. Die Gesamtanzahl der Spiele pro Mannschaft betrug damit in der Saison 44 Spiele. Anschließend qualifizierte sich der Tabellenerste für die 1. Liga-Qualifikation. Je nach Zahl der Auf- und Absteiger mussten 1 bis 2 Mannschaften aus der 1. SNHL in die 2. SNHL absteigen.

## Tabelle
|     | Klub                           | Sp | S  | U | N  | Torv.   | Punkte |
| --- | ------------------------------ | -- | -- | - | -- | ------- | ------ |
| 1.  | VTJ Michalovce                 | 44 | 27 | 9 | 8  | 219:111 | 63     |
| 2.  | ZŤS Martin                     | 44 | 25 | 7 | 12 | 205:133 | 57     |
| 3.  | PS Poprad                      | 44 | 24 | 6 | 14 | 191:135 | 54     |
| 4.  | Spartak ZŤS Dubnica nad Váhom  | 44 | 23 | 6 | 15 | 168:142 | 52     |
| 5.  | ZVL Skalica                    | 44 | 23 | 6 | 15 | 154:146 | 52     |
| 6.  | Plastika Nitra                 | 44 | 21 | 8 | 15 | 164:143 | 50     |
| 7.  | Iskra Smrečina Banská Bystrica | 44 | 20 | 7 | 17 | 158:148 | 47     |
| 8.  | ZTK Zvolen                     | 44 | 19 | 5 | 20 | 180:172 | 43     |
| 9.  | VTJ Topoľčany                  | 44 | 18 | 4 | 22 | 182:158 | 40     |
| 10. | Partizán Liptovský Mikuláš     | 44 | 13 | 6 | 25 | 131:192 | 32     |
| 11. | ZPA Prešov                     | 44 | 12 | 4 | 28 | 142:231 | 28     |
| 12. | ZVL Žilina                     | 44 | 3  | 4 | 37 | 124:307 | 10     |

## 1. Liga-Qualifikation
Die VTJ Michalovce nahm an der Qualifikation zur 1. Liga teil, verpasste aber mit drei Niederlagen gegen den Teilnehmer aus der 1. ČNHL den Aufstieg in die erste Spielklasse.
- TJ Vítovice – VTJ Michalovce 3:0 (4:0, 8:4, 6:2)

## Meisterkader VTJ Michalovce
- Torhüter: Holubář, Varga, J. Haščák
- Feldspieler: Baráth, M. Benkovič, Farkaš, Repka, Moták, Jiří Ševčík, Očenáš, Vavrečka, Ivan Hrtús, Peter Veselovský, Kolečáni, Sládeček, Hulva, Bartánus, Juppa, Zatloukal, Hornák, Burger, J. Benkovič, Hromjak, Dujíček, Krejcha
- Trainerstab: J. Hrabčák, Š. Petrus